# Liste der Gemeindeverbände im Département Lozère
Das Département Lozère liegt in der Region Okzitanien in Frankreich. Es untergliedert sich in elf Gemeindeverbände.
Siehe auch: Liste der Gemeinden im Département Lozère

## Gemeindeverbände

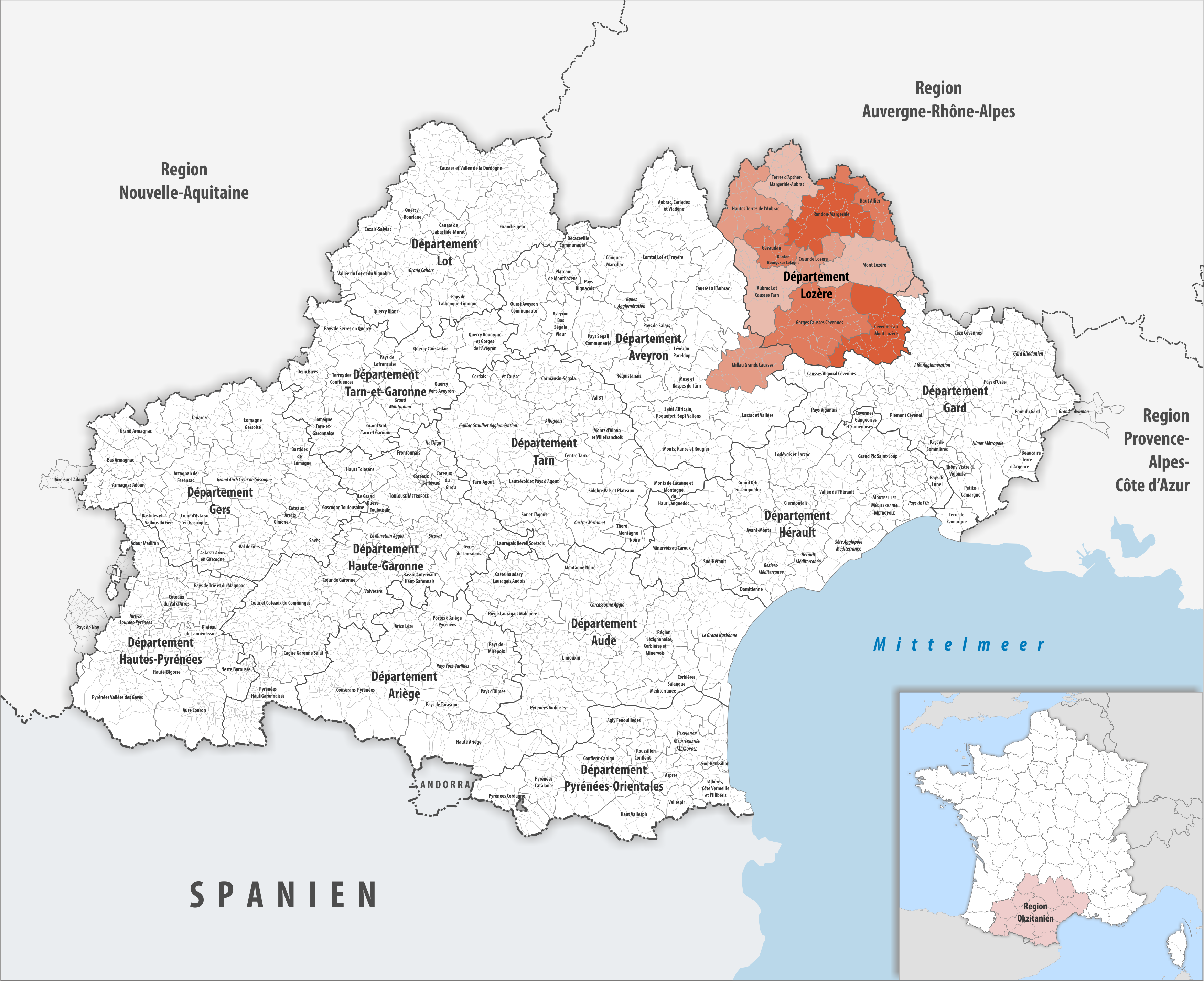
Gemeindeverbände im Département Lozère

| Gemeindeverband                  | Gemeinden im Départ./Verband | Einwohner 1. Januar 2022 | Fläche km² | Dichte Einw./km² | SIREN- Nummer | Rechtsform             | Gründungsdatum    |
| -------------------------------- | ---------------------------- | ------------------------ | ---------- | ---------------- | ------------- | ---------------------- | ----------------- |
| Aubrac Lot Causses Tarn          | 15/15                        | 7.884                    | 582,29     | 14               | 200 069 268   | Communauté de communes | 30. November 2016 |
| Cévennes au Mont Lozère          | 19/19                        | 5.101                    | 619,32     | 8                | 200 069 136   | Communauté de communes | 30. November 2016 |
| Cœur de Lozère                   | 7/7                          | 15.635                   | 212,60     | 74               | 244 800 405   | Communauté de communes | 14. Dezember 2001 |
| Gévaudan                         | 12/12                        | 9.658                    | 264,48     | 37               | 244 800 470   | Communauté de communes | 30. Dezember 2003 |
| Gorges Causses Cévennes          | 17/17                        | 6.928                    | 906,74     | 8                | 200 069 151   | Communauté de communes | 30. November 2016 |
| Haut Allier                      | 10/10                        | 5.167                    | 282,82     | 18               | 200 006 930   | Communauté de communes | 7. Dezember 2006  |
| Hautes Terres de l’Aubrac        | 17/17                        | 4.973                    | 549,65     | 9                | 200 069 144   | Communauté de communes | 30. November 2016 |
| Millau Grands Causses            | 1/15                         | 29.374                   | 511,68     | 57               | 241 200 567   | Communauté de communes | 27. Dezember 1999 |
| Mont Lozère                      | 19/21                        | 5.827                    | 716,34     | 8                | 200 069 128   | Communauté de communes | 30. November 2016 |
| Randon-Margeride                 | 15/15                        | 5.201                    | 654,48     | 8                | 200 069 102   | Communauté de communes | 30. November 2016 |
| Terres d’Apcher-Margeride-Aubrac | 20/20                        | 10.484                   | 435,14     | 24               | 200 069 185   | Communauté de communes | 30. November 2016 |